# Into the Sun (Candlebox)
Into the Sun è il quarto album in studio del gruppo post-grunge statunitense Candlebox, pubblicato nel 2008.

## Tracce
1. Stand – 3:30
2. Bitches Brewin' – 3:37
3. Surrendering – 3:29
4. Into the Sun – 4:53
5. Underneath It All – 3:36
6. Miss You – 5:07
7. How Does It Feel – 3:57
8. A Kiss Before Dying – 3:27
9. Breathe Me In (Intro) – 3:19
10. Breathe Me In – 5:12
11. Lover Come Back to Me – 4:43
12. Consider Us – 4:09

## Formazione
- Kevin Martin - voce, chitarra
- Peter Klett - chitarra
- Adam Kury - basso
- Scott Mercado - batteria
- Dave Krusen - batteria